# Atlanta (Kansas)
Atlanta é uma cidade localizada no estado americano de Kansas, no Condado de Cowley.

## Demografia
Segundo o censo americano de 2000, a sua população era de 255 habitantes. 
Em 2006, foi estimada uma população de 247, um decréscimo de 8 (-3.1%).

## Geografia
De acordo com o United States Census Bureau tem uma área de 
1,3 km², dos quais 1,3 km² cobertos por terra e 0,0 km² cobertos por água. Atlanta localiza-se a aproximadamente 437 m acima do nível do mar.

## Localidades na vizinhança
O diagrama seguinte representa as localidades num raio de 28 km ao redor de Atlanta. 